# سیارک ۵۹۰۰۰
سیارک ۵۹۰۰۰ (به انگلیسی: 59000 Beiguan، نامگذاری:1998SW26) پنجاه و نه هزارمین سیارک کشف شده‌است که در ۱۷ سپتامبر ۱۹۹۸ کشف شد.